# Objawienie apostoła Piotra przed świętym Piotrem Nolasco
Objawienie apostoła Piotra przed świętym Piotrem Nolasco (hiszp. Aparición de san Pedro a san Pedro Nolasco) – obraz Francisco de Zurbarána namalowany w 1629, znajdujący się w Prado w Madrycie.
Zakon mercedariuszy w Sewilli zamówił u Francisco de Zurbarána 22 obrazy poświęcone założycielowi zakonu Piotrowi Nolasco z okazji jego kanonizacji. Tylko nieliczne płótna zachowały się do dziś. Obraz Objawienie apostoła Piotra przed świętym Piotrem Nolasco przypomina epizod z życia Piotra Nolasco, który latami planował pielgrzymkę do grobu św. Piotra. Obowiązki zakonne nie pozwalały mu jednak udać się do Rzymu. Św. Piotr apostoł ukazał w scenie swojej śmierci ukrzyżowany głową w dół i przypomniał Piotrowi Nolasco, że Chrystus oczekuje od niego przede wszystkim działań na rzecz uwolnienia Półwyspu Iberyjskiego od Maurów.
Malarz przedstawił scenę objawienia w bliżej nieokreślonym pomieszczeniu. Piotr Nolasco klęczy i ma oczy półzamknięte. Wizja świętego Piotra jest wydzielona z ziemskiej rzeczywistości rudą poświatą. Od postaci apostoła bije światło modelujące szaty zakonnika. Prostota kompozycji wymusza na widzu koncentrację uwagi na mistycznym aspekcie obrazu.